# Mona de Pracontal
Mona de Pracontal est une traductrice française.
Elle est lauréate de plusieurs prix de traduction dont le Prix Baudelaire en 2009 pour L’Autre moitié du soleil, de Chimamanda Ngozi Adichie.

## Biographie

### Carrière littéraire
Mona de Pracontal est la traductrice de l’intégralité des séries de romans de fantasy à succès Percy Jackson, Héros de l’Olympe et Les Travaux d’Apollon de l'écrivain américain Rick Riordan[réf. nécessaire].
Mona de Pracontal traduit plusieurs romans et nouvelles de l'autrice nigériane Chimamanda Ngozi Adichie, dont Nous sommes tous des féministes et L'hibiscus pourpre,. Elle est lauréate en 2009 du Prix Baudelaire de traduction de l’anglais de la Société des gens de lettres (SDGL) pour L’Autre moitié du soleil.
Mona de Pracontal traduit Rien d’autre sur Terre de Conor O’Callaghan, publié à la rentrée 2018 aux Éditions Sabine Wespieser. Elle reçoit en 2019 le Prix de traduction du Centre Culturel Irlandais de Paris qui récompense tous les deux ans la première traduction en français d’un auteur irlandais. Elle est membre du jury de l’édition 2021. 
En 2024, Mona de Pracontal reçoit le Prix de littérature traduite au salon Lire en Poche pour la traduction de L’Odyssée de Sven de Nathaniel Ian Miller, publié chez J’ai lu. 

## Œuvres majeures
- Le Magicien d'Oz (The Wonderful Wizard of Oz), de Lyman Frank Baum, publié en 1993[7].
- Le Couperet (The Ax), de Donald E. Westlake, publié en 1997[8].
- Un dernier verre avant la guerre (A Drink Before the War), de Dennis Lehane, publié en 1999[9].
- Le Voleur de foudre (The Lightning Thief), de Rick Riordan, publié en 2005[10].
- La Mer des monstres (The Sea of Monsters), de Rick Riordan, publié en 2006[11].
- L’Autre moitié du soleil (Half of a Yellow Sun), de Chimamanda Ngozi Adichie, publié en 2009[12].
- Le Sang de l'Olympe (The Blood of Olympus), de Rick Riordan, publié en 2015[13].

## Distinctions reçues
- 2009 : Prix Baudelaire pour L’Autre moitié du soleil, de Chimamanda Ngozi Adichie[3].
- 2019 : Prix de traduction du Centre Culturel Irlandais pour Rien d’autre sur Terre de Conor O’Callaghan[4].
- 2024 : Prix de littérature traduite pour L’Odyssée de Sven de Nathaniel Ian Miller[6].